# Stina Quint
Kristina (Stina) Quint, född 12 april 1859 i Frillestads församling, Malmöhus län, död 31 oktober 1924 i Hedvig Eleonora församling i Stockholm, var en svensk lärare och tidningsredaktör.

## Biografi
Quint tog folkskollärarexamen 1879 i Stockholm och blev 1881 lärare på en folkskola i Sankt Nicolai socken. Hon grundade 1892 tidningen Folkskolans Barntidning, som numera är känd som Kamratposten. 1894 lämnade hon läraryrket och bosatte sig i Stockholm. Hon var chefredaktör för tidningen i 32 år.
I Stockholm var hon politiskt aktiv, ledamot av stadsfullmäktige 1912–1919 och valdes 1921 till suppleant för riksdagsman i första kammaren. Hon kämpade för att kvinnor skulle få rätt att rösta i val till riksdagen, och var vice ordförande i Moderata kvinnors rösträttsförening. Hon arbetade för grundandet av Stockholms stads skyddshem för flickor vid Ekenäs utanför Enköping och var 1919–1924 dess inspektör.
Hon var vän till Lilly Hellström.